# Miratemnus hispidus
Miratemnus hispidus es una especie de arácnido del orden Pseudoscorpionida de la familia Atemnidae.

## Distribución geográfica
Se encuentra en Namibia y Zimbabue.